# Lomographa nubeculata
Lomographa nubeculata är en fjärilsart som beskrevs av Adrian Hardy Haworth 1809. Lomographa nubeculata ingår i släktet Lomographa och familjen mätare. Inga underarter finns listade i Catalogue of Life.